# Carina Bär
Carina Bär (Heilbronn, 23 de janeiro de 1990) é uma remadora alemã, campeã olímpica.

## Carreira
Bär competiu nos Jogos Olímpicos de 2012 e 2016, sempre no skiff quádruplo. Em Londres integrou a equipe da Alemanha que obteve a medalha de prata. Quatro nos depois, no Rio de Janeiro, sagrou-se campeã olímpica com Annekatrin Thiele, Julia Lier e Lisa Schmidla.